# Tydzień Bibliotek

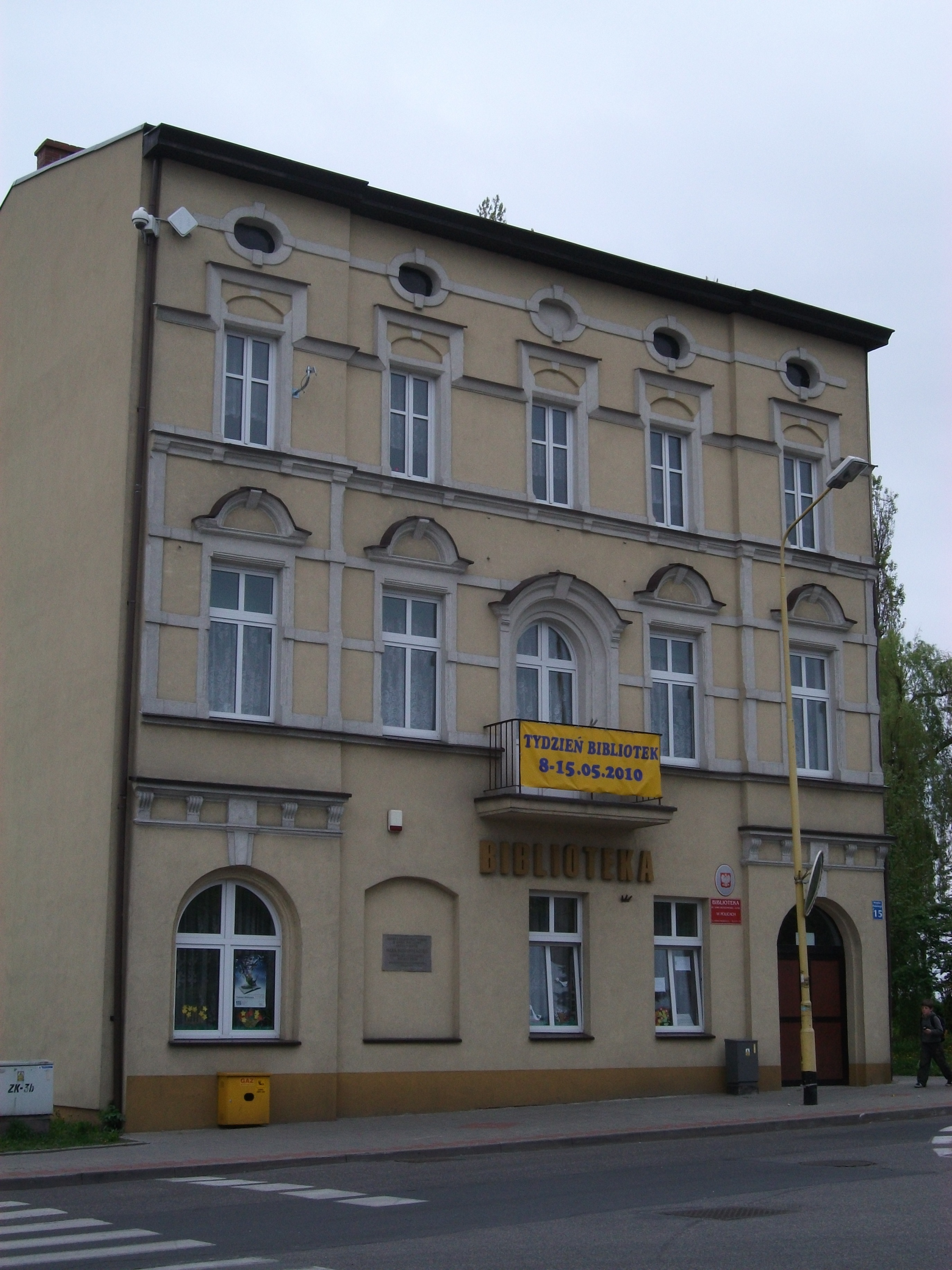
Tydzień Bibliotek: Biblioteka im. Marii Skłodowskiej-Curie w Policach

Tydzień Bibliotek – ogólnopolska akcja promowania czytelnictwa, bibliotek i bibliotekarzy, organizowana od 2004 r. przez Stowarzyszenie Bibliotekarzy Polskich. Akcja odbywa się zawsze w maju, a imprezy rozpoczynają się 8 maja – w Dniu Bibliotekarza.
Hasło przewodnie, podobnie jak plakat promujący imprezy, jest wybierane corocznie w drodze konkursu.

## Hasła Tygodni Bibliotek[1]
- 2004 – „Biblioteki w Europie”
- 2005 – „Biblioteka otwarta dla Ciebie”
- 2006 – „Nie wiesz? Zapytaj w bibliotece”
- 2007 – „Biblioteka Twojego wieku”
- 2008 – „Biblioteka miejscem spotkań”
- 2009 – „Biblioteka to plus”
- 2010 – „Biblioteka – słowa, dźwięki, obrazy”
- 2011 – „Biblioteka zawsze po drodze, nie mijam – wchodzę”
- 2012 – „Biblioteka ciągle w grze”
- 2013 – „Biblioteka przestrzenią dla kreatywnych”
- 2014 – „Czytanie łączy pokolenia”
- 2015 – „Wybieram bibliotekę”
- 2016 – „Biblioteka inspiruje”
- 2017 – „Biblioteka. Oczywiście!”
- 2018 – „(Do)wolność czytania”
- 2019 – „#biblioteka”
- 2020 – „Zasmakuj w bibliotece”
- 2021 – „Znajdziesz mnie w bibliotece”
- 2022 – „Biblioteka – świat w jednym miejscu”
- 2023 – „Moja, Twoja, Nasza – BIBLIOTEKA!”
- 2024 – „Biblioteka – miejsce na czasie”
- 2025 – „Biblioteka. Lubię tu być”